# 王塚古墳 (富山県)
王塚古墳（おうづかこふん）は、富山県富山市に存在する古墳である。

## 概要
標高130mの羽根丘陵の尾根上、史跡面積2,452m2に立地している古墳時代前期に築かれた大型の前方後方墳（全長58m、後方部高さ7.6mで、富山県内で4番目の規模）で、1948年（昭和23年）1月15日に国の史跡に、2004年（平成16年）11月19日に王塚古墳周辺の墳墓などが国の史跡にそれぞれ指定された。東側には富山平野が一望できる。
- 全長 - 58m[3]
- 最大幅 - 26m[3]
- 高さ - 4m[3]
- 後方部幅 - 33m[3]
- 後方部高さ - 7.6m[3]

## 周辺
勅使塚古墳や千坊山遺跡などの、弥生時代後期から古墳時代前期にかけての代表的な古墳や集落が所在している。

## アクセス
- 富山駅からJR西日本高山本線15分、速星駅からタクシーで10分[1]。
- E8北陸自動車道富山西ICから車で10分（無料120台分の駐車場有）[1]。